# SYR9: Simon Werner a Disparu
SYR9: Simon Werner a Disparu es el noveno álbum de Sonic Youth perteneciente a su serie de trabajos experimentales producidos por su propio sello, SYR. Es la banda sonora de la película francesa Simon Werner a Disparu.

## Lista de canciones
1. Thème de Jérémie (04:30)
2. Alice et Simon (02:39)
3. Les Anges au piano (03:31)
4. Chez Yves (Alice et Clara) (03:33)
5. Jean-Baptiste à la fenêtre (03:05)
6. Theme de Laetitia (06:01)
7. Escapades (03:05)
8. La Cabane au Zodiac (02:08)
9. Dans les bois M. Rabier (05:51)
10. Jean-Baptiste et Laetitia (01:18)
11. Thème de Simon (03:52)
12. Au Café (05:33)
13. Thème d’Alice (13:08)